# Cheilanthes iberica
Cheilanthes iberica är en kantbräkenväxtart som beskrevs av Rasbach och Reichst. Cheilanthes iberica ingår i släktet Cheilanthes och familjen Pteridaceae. Inga underarter finns listade.